# Dmitri Pawlowitsch Stukalow
Dmitri Pawlowitsch Stukalow (russisch Дмитрий Павлович Стукалов, engl. Transkription Dmitriy Stukalov; * 2. Mai 1951 in Leningrad, heute Sankt Petersburg) ist ein ehemaliger sowjetischer Hürdenläufer, dessen Spezialstrecke die 400-Meter-Distanz war.
Bei den Europameisterschaften 1971 in Helsinki belegte der Junioren-Europameister von 1970 in 50,04 s hinter Christian Rudolph (DDR) und knapp vor Dieter Büttner (BRD) den dritten Platz. Drei Jahre später wurde Stukalow in 49,98 Sekunden Fünfter bei den Europameisterschaften 1974 in Rom. Bei den Olympischen Spielen 1976 schied er im Halbfinale aus. 1978 belegte er bei den Europameisterschaften in Prag in 49,72 s den zweiten Platz hinter Harald Schmid (Bundesrepublik). 
Er war mehrere Jahre Mitglied der sowjetischen Studentenauswahl und gewann 1973 bei der Universiade. Seine Bestzeit von 49,58 s lief er am 30. Mai 1976 in München.
Dmitri Stukalow ist 1,85 m groß und wog in seiner aktiven Zeit 53 kg. Nach seiner Karriere gehörte er dem Trainerstab der russischen Leichtathletik-Nationalmannschaft an.